# ييلكو بينو
ييلكو بينو (بالإسبانية: Yelco Pino)‏ (30 أكتوبر 1996 بفيغو في إسبانيا - ) هو لاعب كرة قدم إسباني في مركز الوسط.

## وصلات خارجية
- ييلكو بينو على موقع قاعدة بيانات كرة القدم.إي يو (الإنجليزية)
- ييلكو بينو على موقع Soccerway.com (الإنجليزية)
- ييلكو بينو على موقع AS.com (الإسبانية)